# Roede van Harelbeke
De roede van Harelbeke was een van de vijf roedes (= kantons) van de kasselrij Kortrijk tijdens het ancien régime. De roede werd bestuurd door de burggraaf van Harelbeke.
De burggravije, zetel van de roede, en de pijnkelder (gevangenis) waren gevestigd aan de Marktstraat in Harelbeke, op de plaats waar nu Café De Gilde staat.

## Gebied
Onder de roede van Harelbeke ressorteerden:
| - Harelbeke-binnen - Harelbeke-buiten - Sint-Eloois-Vijve - Waregem (excl. Potegem) - Hulste - Ooigem | - Bavikhove - Kuurne - Ingelmunster - Sint-Denijs - Zwevegem - Moen | - Vichte - Otegem - Heestert - Deerlijk - Beveren-Leie - Desselgem |

### Harelbeke-binnen en Harelbeke-buiten
In het ancien régime werd de parochie Harelbeke op bestuurlijk en rechterlijk vlak ingedeeld in twee gebieden. Harelbeke-binnen was het gebied bestuurd door de Harelbeekse stadsschepenbank. Terwijl Harelbeke-buiten het gebied was waar de schepenbanken van de heerlijkheden het bestuur en recht uitoefenden.